# Juan Gelpí
Juan Gelpí (* 23. Mai 1932 in Barcelona, Spanien) ist ein spanischer Kameramann.

## Leben
Gelpí hatte sich schon als Jugendlicher für die Fotografie zu interessieren begonnen und zeitweilig ein eigenes Fotolabor betrieben. Zum Film kam der Katalane 1954 als Standfotograf, bereits vier Jahre darauf wurde Juan Gelpi erstmals als zweiter Kameramann verpflichtet. In dieser Funktion drehte der Mann aus Barcelona bis 1963 unter den Regisseuren Antonio Isasi-Isasmendi (Diego, der Geächtete, 1959, Sentencia contra una mujer, 1960, Tierra de todos, 1961), Ignacio Iquino (Entfesselte Triebe, 1961), Julio Coll (El traje de oro, 1959) und Mario Camus (Los farsantes, 1963).
1964 erhielt Gelpí seinen ersten Auftrag als Chefkameramann. Bis zum Ende des Jahrzehnts fotografierte der Mann aus Barcelona vor allem westeuropäische Coproduktionen mit internationaler Besetzung, routinierte B-Film-Action ohne größere Bedeutung. Im Laufe der 1970er und 1980er Jahre war Gelpí fast nur noch an zweitklassigen, rein spanischen Produktionen beteiligt, die kaum außerhalb der iberischen Halbinsel gezeigt wurden. Mit Beginn der 1990er Jahre verschwand Juan Gelí aus dem Blickfeld der Öffentlichkeit.

## Filmografie
- 1964: Jandro
- 1964: Unser Mann aus Istanbul (Estambul 65)
- 1965: Baraka, Agent X 13 (Baraka sur X 13)
- 1966: Unter der Flagge des Tigers (El tigre de los siete mares)
- 1966: Frank Collins 999 – Mit Chloroform geht’s besser (Coplan ouvre la feu à Mexico)
- 1966: Donner über dem Indischen Ozean (Tormenta sobre el Pacifico)
- 1967: Mister Dynamit – Morgen küßt Euch der Tod
- 1967: Die Gewalttätigen (Fugitivos en Rainbow)
- 1968: An einem Freitag in Las Vegas (Las Vegas, 500 millones)
- 1968: Die große Treibjagd
- 1968: Lago (Le paria)
- 1969: El abogado, el alcalde y el notario
- 1970: Helena y Fernanda
- 1970: Die Schamlosen (Les libertines)
- 1972: Summertime-Killer (Un verano para matar)
- 1972: Maske des Grauens (La corrupciòn de Chris Miller)
- 1972: Der Kleine mit dem großen Tick (L’emigrante)
- 1973: La tumba de la isla maldita
- 1973: Cinco almohadas para una noche
- 1975: Ah sì? E io lo dico a Zzzzorro!
- 1975: Rafael en Raphael
- 1975: El podor del deseo
- 1976: La nueva Marilyn
- 1976: Deseo
- 1976: Guerreras verdes
- 1977: The Dog (El perro)
- 1977: Oscar, Kina y láser
- 1978: Nunca en horas de clase
- 1979: Perros callejeros II, busca y captura
- 1980: Erotic Family
- 1980: Los embarazados
- 1981: La gran quiniela
- 1982: El ser
- 1982: Secta siniestra
- 1983: Depravación
- 1983: On the Line (Rio Abajo)
- 1985: La jeune fille et l’enfer
- 1985: Otra vuelta de tuerca
- 1986: Más allá de la muerte
- 1987: Escuadrón
- 1988: El aire de un crimen
- 1988: Garum...fantastica contradicción
- 1990: Bronze (Kurzdokumentarfilm)